# Пиренейский мир

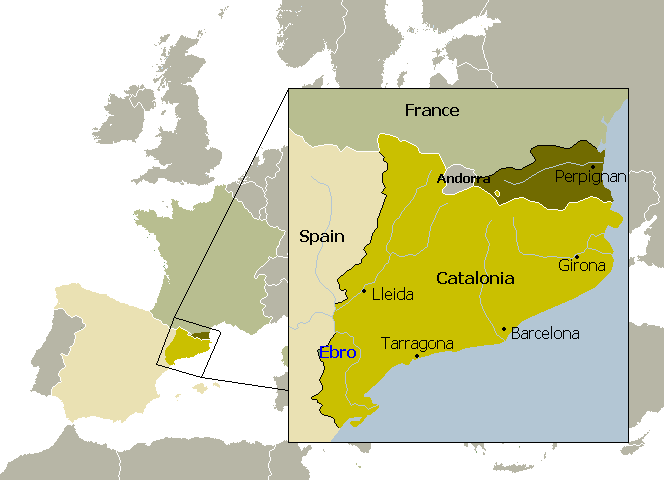
Раздел Каталонии по Пиренейскому миру

Пиренейский мир (фр. Traité des Pyrénées, исп. Tratado de los Pirineos) — мирный договор, подписанный 7 ноября 1659 года между Францией и Испанией на острове Фазанов, что на реке Бидасоа, по которой проходила граница Франции и Испании. Со стороны Франции договор подписал кардинал Мазарини, со стороны Испании — Луис де Аро и Гусман.
Пиренейский мир стал последним дипломатическим триумфом кардинала Мазарини. Он завершил франко-испанскую войну, тянувшуюся с 1635 года, первоначально как часть Тридцатилетней войны 1618—1648 годов. Кульминацией войны стала проигранная испанцами битва в Дюнах (1658 год), подорвавшая репутацию Великого Конде (воевавшего на стороне испанцев после неудачной для себя Фронды) как величайшего полководца своего времени.

## Условия
Договор состоял из 124 статей. По условиям договора Испания уступала французскому королю Людовику XIV графство Артуа и ряд прилегающих к нему территорий на севере, часть Фландрии с рядом крепостей, города Ландреси и Ле-Кенуа в Геннегау, Тионвиль, Монмеди и другие крепости в герцогстве Люксембург, а также города Мариенбург, Филиппвиль и Авен между реками Самброй и Маасом (ст. 35—41). На юге Испания уступала графство Руссильон, графство Конфлан, часть области Сердань и все каталонские деревни к северу от Пиренеев (ст. 42—43). Из-за последней формулировки испанским остался город Льивия, по сей день являющийся эксклавом посреди французской территории.
Французский король обязался не претендовать на прочие каталонские земли, включая графство Барселона, охваченное в предшествующие годы восстанием жнецов. Некоторые крепости в Нидерландах и Франш-Конте возвращались Испании (ст. 44—59). Испания отказывалась от всяких притязаний на Эльзас, захваченный французами в 1639 году, и на Брейзах (ст. 61).
Обе стороны подтвердили ст. 21 и 22 Вервенского договора 1598 года относительно сохранения прав французского короля на королевство Наварру (ст. 89). Франция обязалась не предоставлять впредь помощи Португалии, находившейся в состоянии войны с Испанией (ст. 60). Восстанавливались торговые отношения между Францией и Испанией, подданные которых получали в каждой из этих стран равные с англичанами и голландцами права (ст. 1—32).
В знак мирных намерений французский король брал в жёны испанскую инфанту Марию Терезию, за которой полагалось солидное приданое в размере 500 тысяч золотых экю, которые должны были быть выплачены Франции в течение полутора лет, взамен чего она, став французской королевой, должна была отказаться от прав на наследование испанского престола. Оговаривалось, что этот отказ будет обязателен только в случае аккуратной выплаты вышеуказанной суммы.

## Последствия
Пиренейский мир фактически означал потерю Испанией статуса великой державы и конец «золотого века» испанской истории. Мазарини предугадал, что разорённая войной Испания не сможет выплатить приданое в срок. Невыплата приданого впоследствии дала повод Людовику XIV развязать Деволюционную войну.

## Источник
- Дипломатический словарь (под ред. А. Я. Вышинского). — М., 1950.